# Footbag
Footbag er en sport med omdrejningspunkt omkring en lille rund stofbold med fyld af metal/plastik/sand.
I Danmark kaldes bolden og sporten også for "Fodpose" og "Hacky sack" (navnet Hacky Sack er dog et trademark der ejes af firmaet Wham-O).
Footbag sporten indeholder flere discipliner, men går grundlæggende ud på at holde bolden i luften med sine fødder så lang tid som muligt. 

## Freestyle Footbag
Freestyle Footbag handler om at lave tricks, eksempelvis ved via smidighed og præcision at føre ens ben rundt om bolden og derefter gribe fodposen på forskellige flader. Freestyle kan spilles af en eller flere, men typisk er man 2-5 personer 
stående i en rundkreds. Det går ud på, enten i fællesskab eller alene, at holde footbagen i luften så længe så muligt. Man udfører forskellige spark, tæmninger og tricks på en måde så spillet bliver en nydelse at se på. Footbag freestyle har som mange andre sportsgrene både en kunstnerisk og teknisk side.
Med tiden har freestyle udviklet sig, så man i dag må skelne mellem to typer spil; Old School og New School freestyle. Groft sagt kan man sige at Old School freestyle handler om sammenspil og stil, mens New School freestyle handler om individualisme samt mange og svære tricks. Uanset hvad man foretrækker, er der en flydende grænse mellem de to stilarter.

## Footbag Net
Footbag Net fungerer som en blanding af volleyball, tennis og badminton, men hvor alt spil naturligvis foregår med fødderne. Footbag Net er en meget krævende disciplin. Derfor anbefales det at man har et vist kendskab til footbag før man begynder. Man benytter en hård footbag, og spiller på en bane med næsten samme mål og net højde som en double badminton bane. Der spilles såvel single som double, og bedst af tre sæt til enten 11 eller 15 point. Denne disciplin er inspireret af net spillet Sepak Takraw, selvom reglerne er lidt anderledes.
Reglerne i footbag net kan groft set skitseret således: I single tillades op til to berøringer og i double tre berøringer på hver side af nettet. I double må en spiller dog ikke tage mere end et spark af gangen - ligesom i beachvolley. Hvis footbag'en berøres med andre dele af kroppen end foden, dømmes der fejl. 

## Historie
Den moderne Footbag siges at være opfundet i USA af Mike Marshall og John Stalberger i 1972. Der findes dog mange variationer af spil og sport som minder om Footbag. I Kina sparker man gerne til en "shuttlecock" (fjerbold), og i Malaysia er "Sepak takraw" (Fod-volleyball med en flettet rør-bold) ganske populært.
I Danmark blev den første Footbag importeret af Torben Wigger Hansen i starten af 1980'erne.

## Footbag Freestyle konkurrencer
Gennem tiden har der eksisteret flere forskellige typer freestyle konkurrencer. Her fokuseres kun på dem der konkurreres i ved VM og EM i footbag. 

### Open singles Freestyle (Rutiner)
Dette er kongedisciplinen, der handler om at finde den bedste allround freestyle spiller. Open betyder i denne sammenhæng at her er tale om en kategori for top spillere som alle har konkurrenceerfaring. Udfordringen i Open Singles Freestyle er at lave et footbag show af to minutters varighed. I Freestyle handler det ikke kun om at lave de sværeste tricks til musik, det er lige så vigtigt at få publikum med og lave et show folk vil huske. 

### Intermediate Singles Freestyle (Rutiner)
Intermediate niveau er normalt for den erfarne footbag spiller, der har lidt eller ingen konkurrenceerfaring. Til VM og EM er freestyle Intermediate niveauet generelt højt og det er antallet af deltager også. Derfor anbefaler det at man har erfaring fra andre konkurrencer i forbindelse med deltagelse i VM og EM. I denne disciplin spiller man i 1½ minut og selv om det ikke lyder af så meget, kan det føles som meget lang tid.

### Open Women's Freestyle (Rutiner)
Pigerne har deres egen version af Open Singles Freestyle. Der findes ikke en Intermediate disciplin for piger da der ikke er så mange. I Open Women’s Freestyle spiller man i 1½ minut. Blandt de bedste kvindelige spillere er niveauet blevet meget højt. Hvert år stiger antallet af deltagere i Women’s Freestyle konkurrencer, og i en nær fremtid vil man med sikkerhed introducere Intermediate Women’s Freestyle.

### Doubles Freestyle (Rutiner)
I Doubles Freestyle er to spillere involveret i at lave et footbag show af tre minutters varighed. Doubles Freestyle konkurrencer bliver afviklet i én åben pulje for alle niveauer og køn. At være to spillere i et Freestyle show giver fantastisk muligheder for kreativt sammenspil, synkront spil, nye trick-kombinationer og naturligvis overskud til lidt ekstra underholdning. I Doubles Freestyle ligger niveauet af tricks som regel under det man ser i de andre konkurrencer, men til gengæld er der meget mere scene-show. I VM sammenhæng spilles der også Mixed Doubles.

### Open Circle Contest
Circle Contest er en freestyle footbag konkurrence beregnet til direkte at afspejle, hvordan sportens atleter træner, innoverer, og spiller. Denne begivenhed er designet til at skabe de mest gunstige betingelser muligt - en traditionel "freestyle cirkel" - og til at belønne spillere for udførelsen af de største tekniske evner som defineret af det aktuelle niveau af freestyle footbag.

### Shred30
Shred30 er en disciplin hvor det gælder om at lave så mange og så svære tricks så muligt på 30 sekunder. I Shred30 lægges der primært vægt på teknisk kunnen og sikkerhed. Spillerne skal ikke koncentrere sig om at opbygge et show på to minutter og få det til at se kønt ud, men derimod fyre alle deres tricks af på kun 30 sekunder. Her får spillerne en mulighed for at imponere hinanden med lange serier af svære tricks med meget få pauser. Kun de bedste spillere kan køre 30 sekunder i fuldt gear, helt uden drops. Vinderen er den der laver flest forskellige svære tricks i et heftigt tempo, kombineret med de færreste drops.

### Big3
Her gælder det om at lave tre store tricks i træk. Det er typisk de bedste Open Freestyle spillere der stiller op, da det kræver sin mand at lave meget store sammenhængende tricks. Hver deltager får fem forsøg til at lave en kombination af tre direkte sammenhængende tricks som alle skal være rent udført og sikkert afsluttet. Her er det ikke bare de enkelte tricks der er meget svære, men også selve kombinationerne. Vinderen er den der formår at lave de tre største, flotteste, reneste, sværest kombinerede tricks i træk.

### Best Trick
Som navnet antyder går denne disciplin ud på, at lave det ultimativt største og flotteste trick man kan.

## Udstyr

### Footbag
Footbag Freestyle spilles normalt med en blød 32 felters håndsyet fodpose. For at få optimal kontrol i freestyle skal der bruges en blød eller nærmere betegnet "suttet" footbag, altså en footbag uden særligt meget fyld i, som er syet i et blødt og tyndt materiale. En freestyle footbag er fra 4-6 cm. i diameter og vejer fra 25-45 gram. Den kan være syet i forskellige materialer og er fyldt med små metalstykker, plastikkugler eller sand. En cool freestyle bag skal kunne sparkes, men frem for alt skal den kunne tæmmes, uden at den ruller af foden.
I modsætning til freestyle footbags, er en net footbag meget hård og er fremstillet af et tykkere materiale.

### Sko
Footbag Freestyle spilles ofte i modificerede "Adidas Rod Laver" tennissko. Der er desuden lavet flere forskellige dedikerede footbagsko, som eksempelvis "Nucleus" og "Quantum" sidstnævnte fremstillet af PlanetFootbag.

## Footbag i Danmark
Footbag har eksisteret i Danmark siden 1980'erne, og der har løbende eksisteret klubber i de fleste store byer.

### Nuværende organisationer og klubber
- Københavns Footbag Klub (KFK) – Danmark største klub
- Aalborg Footbag Klub (AFK) – Danmarks nordligste klub
- Svendborg Barbies (SB) – Danmarks sydligste klub
- FootbagDenmark - Foreningen der samler alle danske Footbag spillere,FootbagDenmark (FD) – En forening der sammenslutter alle danske Footbag spillere – hovedorganisator bag Danmarks Mesterskaber og Danish Footbag Open.

### Danske Footbag legender
- Torben Wigger Hansen (Medlem af Hall of Fame – 1999) "mr. hacky sack europa" – forfatter af den episke 1986 footbag guide "Hacky-sack" – deltager i mange af de hidtidige 36 officielle Footbag VM turneringer.[1]
- Allan Petersen (Medlem af Hall of Fame – 2002 – World Champion Mens Overall 1993,1994,1995 & 1996)[2]
- Mathias "Matrix" Blau (Første danske medlem af BAP (Big Add Posse)) – 6. plads ved VM 2014 – Vinder af Danmarksmesterskaberne 8 gange)

- Lise Thygesen (Vinder af VM guldmedalje i disciplinen Shred30 – 2006)

### Footbag turneringer afholdt i Danmark
- 1985 – European Footbag Championships – København
- 1995 – European Footbag Championships – Haslev
- 2003 – Danish Footbag Open – København
- 2004 – European Footbag Championships – København
- 2004 – Danish Footbag Open – København
- 2005 – Danish Footbag Open – Aalborg
- 2006 – Danish Footbag Open – København
- 2007 – Danish Footbag Championships – København
- 2008 – Danish Footbag Championships – København
- 2009 – Danish Footbag Championships – København
- 2010 – Danish Footbag Championships – København
- 2011 – Danish Footbag Championships – København
- 2012 – Danish Footbag Championships – København
- 2013 – Danish Footbag Open – København
- 2014 – Danish Footbag Championships – Aalborg
- Logo til det 36th IFPA WORLD FOOTBAG CHAMPIONSHIPS i København.2015 – World Footbag Championships – København (26.07.2015 – 01.08.2015 i Nørrebrohallen) [3]
- 2015 - Danish Footbag Championships - København (07.11.2015)